# Confédération brésilienne d'escrime
La Confédération brésilienne d'escrime (en portugais Confederação Brasileira de Esgrima) est l'organisme national, affilié à la Fédération internationale d'escrime, qui gère l'escrime au Brésil. Son siège se trouve à Rio de Janeiro. Le président est Ricardo Pacheco Machado. Le vice-président est Arno Périllier Schneider. 

## Escrimeurs brésiliens
- João Souza (né en 1983)
- Guilherme Toldo (né en 1992)
- Athos Schwantes
- Natalie Moelhausen
- Ana Beatriz Bulcão